# 斯佩扎诺-德拉锡拉
斯佩扎诺-德拉锡拉（義大利語：Spezzano della Sila），是意大利科森扎省的一个市镇。总面积79平方公里，人口4692人，人口密度59.4人/平方公里（2009年）。ISTAT代码为078143。